# Gare de Champtocé-sur-Loire
Gare de Champtocé-sur-Loire – przystanek kolejowy w Champtocé-sur-Loire, w departamencie Maine i Loara, w regionie Kraj Loary, we Francji.
Jest przystankiem kolejowym Société nationale des chemins de fer français (SNCF), obsługiwany przez pociągi TER Pays de la Loire kursujących między Nantes i Angers.